# Unterwiedenhof
Unterwiedenhof ist ein Ortsteil der Gemeinde Vierkirchen im oberbayerischen Landkreis Dachau.

## Beschreibung
Die drei benachbarten Einöden Ober-, Mitter- und Unterwiedenhof liegen gut 2 km ostsüdöstlich des Kernortes Vierkirchen. Eine Gemeindestraße führt Richtung Vierkirchen und zur weiter östlich verlaufenden Kreisstraße DAH 4. Etwa 500 m südlich fließt der Biberbach.
Der Ort wurde vermutlich im 10. Jahrhundert aus dem Wald gerodet. 1090 ist er zusammen mit Mitterwiedenhof als „Winnenhoven“ erstmals erwähnt. Eine mögliche Namensdeutung ist „Höfe auf der Weide“. Besitzer waren niedere Adelige, das Kloster Indersdorf sowie Kammerberger und Münchner Bürger.
Bis zur Gebietsreform in Bayern war Unterwiedenhof Ortsteil der Gemeinde Biberbach. Am 1. Mai 1978 wurde diese aufgelöst, Unterwiedenhof kam zu Vierkirchen.

## Sehenswürdigkeiten
Ein Stadel (Ostflügel von Unterwiedenhof 1) aus den 1820er Jahren steht unter Denkmalschutz.